# جبل عثوا
جبل عثوا ضمن ديار آل همزان وهو أحد الجبال السوداء المشهورة التي تجمعت من مقذوفات بركانية جراء سيول العصر الجليدي شرقا عن هضبة الديرع ضمن سلاسل جبال رمان الأسمر ، الواقع في منطقة الثنية إلى الشرق من قرية دارة طئ جنوب مدينة حائل بنحو 70 كم.